# Kuwada
Kuwada – występująca w niektórych kulturach instytucja oznaczająca zespół praktyk i wierzeń w okresie ciąży, obejmujących współdzielenie przez ojca pewnych działań uznawanych za kobiece. Z instytucją kuwady związany jest zespół kuwady, czyli odczuwane przez mężczyzn psychosomatyczne objawy charakterystyczne dla kobiet w okresie ciąży.
Pojęcie kuwady odnosi się do wszystkich zachowań związanych z porodem, które wymagają od ojców zaprzestania ich zwyczajnych, codziennych aktywności i podjęcia nowych obrzędowych zachowań, tj. wstrzemięźliwości płciowej, unikania pracy fizycznej i określonych rodzajów jedzenia, wspólnego porodu, a nawet naśladowania odpowiednich zachowań podczas imitowanego porodu. W zwyczaju kuwady mężczyzna był traktowany tak, jakby to on miał urodzić dziecko, a nie jego żona. Kuwada występuje w wielu społecznościach, zwłaszcza pozaeuropejskich, często niemających żadnych historycznych powiązań.
Kuwada jako instytucja kulturowa była obserwowana w wielu kulturach na całym świecie. W starożytności poświadczają ją Apolloniusz z Rodos, Diodor Sycylijski (u Korsykan) i Strabon (u Basków). Marco Polo opisuje jego występowanie w zachodnim Junnan. W jego czasach instytucja była prawdopodobnie szeroko rozpowszechniona na wszystkich kontynentach, szczególnie wśród ludów plemiennych. W początku XX wieku jej pozostałości były obserwowane w Europie: w Gaskonii, na wyspie Marken, we wschodniej Anglii, w krajach bałtyckich.

## Pojęcie kuwady
Istnieją spory co do pochodzenia pojęcia kuwady. Zdaniem m.in. brytyjskiego ewolucjonisty Edwarda Burnetta Tylora słowo kuwada wywodzi się z języka francuskiego, od couver („wysiadywać, wylęgać, siedzieć na jajach”, przenośnie „otoczyć kogoś troskliwością”, za łac. cubare – „leżeć, wypoczywać”).
Inni badacze twierdzą, że słowo kuwada wywodzi się z języka hiszpańskiego od słowa encovar – „chronić, ukrywać się czy cunvera – „jaskinia”. W języku angielskim synonimem kuwady jest „męski połóg” (man childbed), w języku niemieckim to samo określa się słowem Männerkindbett. W języku albańskim istnieje specjalne słowo określające „kuwadę” – mërkosh, co oznacza „rodzącego mężczyznę”.
W języku polskim pojęcie pojawia się m.in. w Słowniku etnologicznym, gdzie Sławoj Szynkiewicz definiuje je jako „zwyczaj symulowania przez mężczyznę bólów porodowych i połogu równolegle z porodem i połogiem odbywanym przez jego żonę lub przestrzeganie przez niego pewnych zakazów przed porodem albo po porodzie”. Z kolei według polskiej edycji Encyclopedii Britannica kuwada to „zwyczaj uznania dziecka przez ojca i przyjęcie go do rodziny”. Podczas porodu mąż naśladuje rodzącą żonę. Po porodzie dziecko składane jest na posłaniu ojca, on też przyjmuje życzenia i zachowuje się tak, jakby odbywał połóg. W skrajnej formie matka po porodzie jak najszybciej wraca do swych zajęć, często tego samego dnia; w ten sposób rodzice zamieniają się rolami. Termin stosuje się czasem do praktyk, w trakcie których oboje rodzice noworodka są odizolowani i mają ograniczoną swobodę działań. Pewien rodzaj ograniczeń zachowań ojca w trakcie narodzin dziecka był powszechny w starożytnych społeczeństwach. […] Jej funkcją społeczną jest podkreślenie znaczenia ojca w rozmnażaniu, choć niektórzy uczeni sugerują, iż zmniejszając strach przed czymś, co odczuwa się głównie jako kulturowo wywołany ból rodzenia, rzeczywiście przynosi ulgę fizycznie cierpiącej matce”.

## Antropologiczne interpretacje kuwady
Zjawisko kuwady przyciągało uwagę odkrywców i misjonarzy. Stanowiła ona też poważne wyzwanie dla antropologów, usiłujących zbadać istnienie i znaczenie tego zwyczaju. Przedstawianie różnych podejść do zwyczaju kuwady ujawnia równie dużo danych o samym zjawisku, jak i rozwoju myśli antropologicznej. Odmiennie zwyczaj ten traktowali ewolucjoniści, dyfuzjoniści, funkcjonaliści, strukturaliści, przedstawiciele nurtu psychoanalitycznego, odwołując się przeważnie naśladowczo bądź krytycznie do ustaleń poprzedników.
Johann Jakob Bachofen wiązał kuwadę z teorią prawa macierzystego. Opierał się on na wiedzy z zakresu filologii klasycznej, w tym micie o Demeter i kultach bóstw kobiecych, uznając matriarchat za formę pojawiającą się we wcześniejszym etapie rozwoju ewolucyjnego ludzkości. Władza w społeczeństwie należała do kobiet, a pochodzenie i własność dziedziczono w linii żeńskiej. Bachofen uważał, że przed matriarchatem istniał promiskuityzm, nazywany przez niego heteryzmem. W tym okresie kobiety zostały podporządkowane mężczyznom i z tego powodu doszło do ich buntu, czego wynikiem był matriarchat. Rodzina patriarchalna natomiast powstała jako trzecia forma ewolucyjna powiązana z rozwojem rolnictwa. J.J. Bachofen uznawał więc kuwadę za przykład zwyczaju, który powstał w okresie przejściowym, gdy pojawiło się prawo ojcowskie. Stanisław Ciszewski podsumowuje teorię Bachofena: „kuwada ma być przeżytkiem z epoki ustroju matryarchalnego w nastającej po nowej epoce ustroju patriarchalnego i pojmowana ma być winna jako manifestacyjne przyznawanie przez rodzica do ojcostwa pewnego dziecka”. Tak więc Bachofen jak i inni przedstawiciele kierunku ewolucjonistycznego w antropologii zwyczaj kuwady traktowali jako „przejaw, później zaś przeżytek wyzwalania mężczyzn z ograniczeń matrylinearności oraz dążenie do uznania praw ojcowskich.”
Brytyjska antropolog Mary Douglas uznała kuwadę za siłę scalającą w społeczeństwach, w których więzi łączące małżonków są niepewne i słabe. Autorka odniosła się do swojego ojczystego kraju, twierdząc, że zwyczaj kuwady występowałby w Anglii w tych rodzinach, w których mąż przez dłuższy czas przebywa poza domem. Więc analogicznie w społeczeństwach plemiennych kuwada powinna być praktykowana przez pary, gdzie więź małżeńska jest słabsza.
Margaret Mead, przedstawicielka nurtu konfiguracjonistycznego, analizuje kuwadę na przykładzie plemienia Arapeszów, pisząc, że zapłodnienie jest początkiem obowiązków ojca, a nie jego końcem. Ojciec i matka muszą intensywnie pracować w celu ukształtowania i odżywiania płodu. Gdy widoczne są pierwsze oznaki ciąży, zakazana staje się jakakolwiek czynność seksualna. Ojciec nie uczestniczy w porodzie ze względu na wierzenia magiczne. Jednak po porodzie ojciec pomaga matce w opiece nad noworodkiem.
Psychoanalityczne interpretacje kuwady mówią, że jest to prawdopodobnie zazdrość mężczyzny o funkcje prokreacyjne kobiet (tzw. zazdrość o macicę), dzięki zwyczajowi kuwady mężczyzna może uczestniczyć w bardziej bezpośredni sposób w porodzie, a nawet uważać, że to on daje życie.

## Syndrom kuwady
Syndrom kuwady to „zjawisko psychosomatyczne, oddziałujące na mężczyzn w pierwszym i trzecim trymestrze ciąży i zanikające w okresie poporodowym”.
Artur Brennan w badaniach jakościowych w 2007 roku wyróżnił 35 możliwych objawów, z czego 27 to objawy fizyczne, a 8 – psychiczne. Objawy można podzielić na trzy grupy:
- objawy związane z układem pokarmowym: nudności, zgaga, ból brzucha, wzdęcia, zmiany apetytu;
- objawy związane z zaburzeniami w obrębie górnych dróg oddechowych: objawy przeziębienia, trudności z oddychaniem, krwawienie z nosa, a także dolegliwości, jak: bóle zębów, skurcze nóg, bóle pleców, podrażnienia układu moczowo-płciowego;
- objawy psychiczne: zaburzenia snu, niepokój, objawy depresyjne, zmniejszenie libido i nerwowość.

Nie ma konsensu co do liczby objawów wymaganych do zdiagnozowania kuwady. W badaniach jakościowych Brennana z 2007 roku przyjął on 4 objawy fizyczne bądź psychiczne, natomiast w badaniach ilościowych z 2010 roku przyjął 8 objawów.
Większe prawdopodobieństwo wystąpienia objawów istnieje wśród mężczyzn w wieku poniżej 30 lat. Objawy zbliżone do syndromu kuwady stwierdzono nie tylko u mężczyzn. W literaturze potwierdzony jest przypadek afroamerykańskiej kobiety, która podczas obu ciąż swojej siostry bliźniaczki cierpiała na syndrom kuwady.